# Время в Беларуси
| светло-синий   | западноевропейское время / среднее время по Гринвичу (UTC+0)                                                                        |
| синий          | западноевропейское время / среднее время по Гринвичу (UTC+0) западноевропейское летнее время / ирландское стандартное время (UTC+1) |
| красный        | центральноевропейское время (UTC+1) центральноевропейское летнее время (UTC+2)                                                      |
| жёлтый         | восточноевропейское время / калининградское время (UTC+2)                                                                           |
| хаки           | восточноевропейское время (UTC+2) восточноевропейское летнее время (UTC+3)                                                          |
| светло-зелёный | московское время / турецкое время (UTC+3)                                                                                           |
| светло-голубой | азербайджанское время / армянское время / грузинское время / самарское время (UTC+4)                                                |

Территория Беларуси располагается в одном часовом поясе — UTC+3. Согласно постановлению правительства исчисление времени производится «по поясному времени плюс один час без перехода на сезонное время». С 26 октября 2014 года время в Беларуси совпадает с московским временем.

## История
До 1924 года каждый населённый пункт в Белорусской Советской Социалистической Республике (БССР) жил по местному солнечному времени. Официальное время в Минске соответствовало GMT+01:50. В 1924 году в СССР была введена международная система часовых поясов, БССР была отнесена ко 2-му административному часовому поясу, время которого соответствовало UTC+2 (для установления поясного времени часы были переведены 2 мая 1924 года на 10 минут вперёд).
Постановлением от 16 июня 1930 года во всех регионах СССР часы с 21 июня 1930 года были переведены на 1 час вперёд против поясного времени данного пояса, на так называемое «декретное время». Таким образом в БССР было установлено время UTC+3.
В 1919—1939 годах на территории Западной Белоруссии, находившейся на тот момент в составе Польши, действовало варшавское время. До 1922 года это время соответствовало UTC+2. 1 июня 1922 года часы были переведены на 1 час назад, после чего время стало соответствовать центральноевропейскому времени (UTC+1). Такой порядок сохранялся до 1939 года. В сентябре 1939 года часы на территории Западной Белоруссии при включении её в состав БССР были переведены на 2 часа вперёд, на время UTC+3.
В период немецкой оккупации на территории БССР действовало берлинское время, соответствующее центральноевропейскому времени. В Минске 28 июня 1941 года часы были переведены на 1 час назад, на центральноевропейское летнее время. До осени 1942 года на территории Белоруссии круглогодично действовало время UTC+2, а 2 ноября часы были переведены ещё на 1 час назад, на время UTC+1. В 1943 году часы на оккупированной территории переводились дважды: в последний понедельник марта на летнее время и в последний понедельник октября обратно, на «зимнее» время. 3 июля 1944 года Минск был освобождён от немецко-фашистских захватчиков и было возвращено время UTC+3.
С 1981 по 1989 год на территории БССР (как и на всей территории СССР) действовал сезонный перевод часов, летнее время соответствовало UTC+4.
В 1990 году сезонный перевод часов в БССР был отменён, часы не переводились на летнее время (25 марта 1990 года) и обратно (осенью). В информационном материале ТАСС о 1990 годе было отмечено:

И всё-таки под напором общественного мнения в минувшем году Белоруссия, Узбекистан, Таджикистан, Азербайджан летнее время не вводили. Молдова и Грузия отказались от декретного времени. Такое же решение принято на Украине, но стрелки часов «на зиму» здесь не переводили.
В 1991 году сезонный перевод часов в БССР был восстановлен, но почти на всей территории СССР было отменено декретное время. Поэтому весной 1991 года в БССР часы вперёд не переводились, а 29 сентября 1991 года — к тому моменту уже в Республике Беларусь — часы были переведены на 1 час назад, на «зимнее» время UTC+2, которое для Беларуси было поясным временем, установленным в 1924 году.
С 19 января 1992 года время в Беларуси стало отставать от московского времени на 1 час. В 1992—2010 годах перевод часов на летнее время производился в последнее воскресенье марта в 2:00 на 1 час вперёд, а на «зимнее» — в последнее воскресенье октября (до 1996 года в последнее воскресенье сентября) в 3:00 на 1 час назад. Время в Беларуси было идентично восточноевропейскому времени: UTC+2 — зимой, UTC+3 — летом.
27 марта 2011 года в Беларуси в последний раз был осуществлён переход на летнее время — с осени 2011 года страна отказалась от сезонного перевода часов, летнее время стало постоянным (UTC+3). Порядок исчисления времени «поясное время плюс один час» без сезонного перевода часов был установлен, как указано в постановлении правительства, «в целях полного использования светлого времени суток, улучшения условий труда и отдыха населения», а также для обеспечения на территории Беларуси исчисления времени, согласованного с государствами — участниками Таможенного союза.
В 2017 году президент Лукашенко предложил начинать учебный день позже, объясняя это тем, что «школьникам необходимо нормально просыпаться и только потом идти на учёбу». После этого в ряде школ начало занятий было сдвинуто с 8:00 на 9:00.

## Полдень в городах Беларуси
Значение среднего солнечного полдня для крупнейших городов рассчитано по географической долготе условного центра города:
13:25 Брест

13:25 Гродно

13:19 Лида

13:16 Барановичи

13:16 Пинск

13:10 Минск

13:06 Борисов

13:05 Полоцк

13:03 Бобруйск

13:03 Мозырь

12:59 Витебск

12:59 Могилёв

12:58 Орша

12:56 Гомель